# Kemiske industri
Den kemiske industri eller kemikalieindustrien er en fællesbetegnelse for private virksomheder, der udvikler, forsker i, fremstiller og/eller markedsfører en lang række stoffer, som gennem kemiske processer omdannes til kemiske produkter som f.eks. benzin, lægemiddelstoffer eller rengøringsmidler.
I Danmark er kemiske virksomheder samlet i brancheforeningen Kemikaliebranchen.